# Columba Calvo
Columba Marisela Calvo Vargas (Ciudad de México, 31 de diciembre de 1953) es una Embajadora de México, diplomática de carrera, actualmente en el cargo de asesora en la Secretaría de Relaciones Exteriores de México.
Es licenciada en Relaciones Internacionales por la Universidad Nacional Autónoma de México. Ingresó al Servicio Exterior Mexicano en 1980, en 2002 ascendió al rango de Ministra y en 2006 fue elevada al rango de Embajadora.
La Embajadora Calvo ha ocupado diversos cargos en distintas adscripciones de la Cancillería, siendo su última titularidad la Representación de México ante Nicaragua, de febrero de 2005 hasta enero de 2007. Fue directora general Adjunta de la Dirección General de Organismos Económicos Regionales y Multilaterales. En el exterior, ha estado adscrita como Encargada de Asuntos Políticos a la Embajada de México en Argentina; Encargada de Negocios en la Embajada de México en Panamá; y Cónsul Titular en el Consulado de México en San Bernardino, California.
En Panamá fue Encargada de Negocios, a.i. de México durante la llamada operación «Causa Justa» del gobierno de los Estados Unidos, en 1989, donde la Embajada a su cargo coordinó la evacuación de más de trescientos mexicanos y otorgó asilo político a una docena de ciudadanos panameños. 
Ha recibido más de treinta reconocimientos por parte de autoridades civiles, académicas, policiales y cámaras de comercio de los Estados de California y Nevada. Destacan los reconocimientos del senador Harry Reid, actual líder del Senado de los Estados Unidos de América; del exgobernador de Nevada Bob Miller; de Joe Baca, miembro de la Cámara de Representantes de Estados Unidos y de la Latin Chamber of Commerce de las Vegas Nevadas. 
Vigésima Sexta Presidenta de la Asociación del Servicio Exterior Mexicano (ASEM) para el periodo 2003-2005. 
En 2005, fue calificada por la prensa nicaragüense como una de los diez diplomáticos extranjeros más influyentes en el país.
Creó la Fundación Cultural México-Nicaragua, integrada por empresarios mexicanos e importantes intelectuales nicaragüenses como Sergio Ramírez.
Ha impartido la Cátedra Fernando Solana en la UNAM y diversas conferencias y talleres en otras prestigiosas universidades.